# StatLine
StatLine is de naam van de openbare, via internet toegankelijke, database van het Centraal Bureau voor de Statistiek (kortweg CBS) en bevat alle publicabele gegevens die het CBS produceert. De database bevat gegevens over uiteenlopende onderwerpen. Met StatLine zijn zelf tabellen samen te stellen. 

## Voorbeeld
Onderstaand als voorbeeld een grafiek gemaakt met Microsoft Excel en gevoed met de gegevens afkomstig uit de StatLine Database. 